# Armée du Var
L'Armée du Var est une des armées de la Révolution française, qui était établie le long du Var, frontière entre la France et le Piémont, et était chargée de protéger la Provence.

## Historique
En réalité son appellation n'était pas officielle. En effet, le général d'Anselme, chargé de commander un corps de l'armée du Midi réuni sur le Var, cherchant à se rendre indépendant du général de Montesquiou, auquel il était subordonné, donna à ses troupes, dès le 29 septembre 1792, le nom d'armée du Var ; mais à tort. Elles n'étaient réellement que la droite de l'armée du Midi, et ne devinrent l'armée d'Italie que le 7 novembre 1792 par arrêté du Conseil exécutif en date du 1er. Son nom figure néanmoins sur l’Arc de triomphe de l'Étoile.
À la fin de 1792, son général en chef, Jacques Bernard d'Anselme, franchit le fleuve et s'empara de Nice pratiquement sans combat. L'armée du Var s'établit alors dans le comté de Nice qui fut annexé à la France.
Le 16 décembre, le lieutenant-général Biron prend le commandement de l'armée du Var, qui devient l'armée d'Italie en remplacement du général Anselme.

## Sources
- C. Clerget : Tableaux des armées françaises pendant les guerres de la Révolution (Librairie militaire 1905) ;